# Sufflé

Chokladsufflé.

Sufflé är en porös ugnsgräddad maträtt med vispade äggvitor som bas. Den kan smaksättas med exempelvis fisk (fisksufflé), grönsaker (grönsakssufflé), ost (ostsufflé) eller katrinplommon (katrinplommonsufflé).